# Fadnoun-Plateau
Das Fadnoun-Plateau (auch Plateau Fadnoun genannt) ist eine Hochebene in der südostalgerischen Provinz Illizi.
Das vorwiegend aus paläozoischen Sandsteinen aufgebaute Fadnoun–Plateau befindet sich im Nordteil des Tassili n'Ajjer–Gebirges. Es weist bei einer Fläche von etwa 9400 km² ein generelles Gefälle Richtung Norden auf. Die höchsten Erhebungen liegen im Süden bei maximal 1590 m über dem Meeresspiegel. Gegen Norden fällt das Plateau allmählich bis auf etwa 600 m ab. Richtung West–Ost erstreckt sich das Plateau über etwa 120 km, die Nord-Süd-Ausdehnung beträgt rund 90 km.
Im Norden wird das Fadnoun-Plateau vom Erg Issaouane begrenzt. Im Osten reicht es bis zur libyschen Grenze bei Tarat.
Nach Osten und Süden hin sind Steilabbrüche in bis zu 400 Meter tiefer gelegene Landschaften ausgebildet. Die Grenze zum westlich anschließenden Tamelrik–Plateau bildet das Trockental des Oued Tadjeradjeri.
Das Plateau wird von zahlreichen, teilweise schluchtartig bis 300 Meter eingetieften Trockentälern durchzogen, die alle Richtung Norden entwässern. Hier ist vor allem das durch seine neolithischen Felsgravuren bekannte Oued Djerat zu nennen.
Das lebensfeindlich beschaffene Plateau ist weitgehend unbewohnt und weist nur einige sehr kleine Siedlungen in den Trockentälern auf. Die gesamte Bewohnerzahl dürfte 1000 Personen nicht überschreiten. Vereinzelt sind Gueltas ausgebildet.
Über das gesamte Plateau sind tausende Relikte neolithischer Kulturen verstreut, vor allem Hügelgräber (Tumulus), aber auch viele sogenannte Schlüsselloch–Gräber.
Unmittelbar nördlich des Plateaus liegt die Provinzhauptstadt Illizi. Von hier führte früher eine mühsam zu befahrende Piste über das Fadnoun–Plateau nach Bordj El Haouas und weiter nach Djanet. Etwa seit dem Jahr 2000 ist die Straße nach Djanet (RN3) asphaltiert, was die Reise dorthin sehr vereinfacht. Darüber hinaus existieren keine Asphaltstraßen und nur wenige Pisten zu den entlegenen Siedlungen.